# Rue Rouget-de-L'Isle
Pour l’article homonyme, voir Rue Rouget-de-Lisle.
La rue Rouget-de-L'Isle est une voie située dans le quartier de la Place-Vendôme du 1er arrondissement de Paris.

## Situation et accès
Longue de 66 mètres, elle commence 238, rue de Rivoli et finit 19, rue du Mont-Thabor.
La rue Rouget-de-L'Isle est desservie à proximité les lignes 1, 8 et 12 à la station Concorde.

## Origine du nom

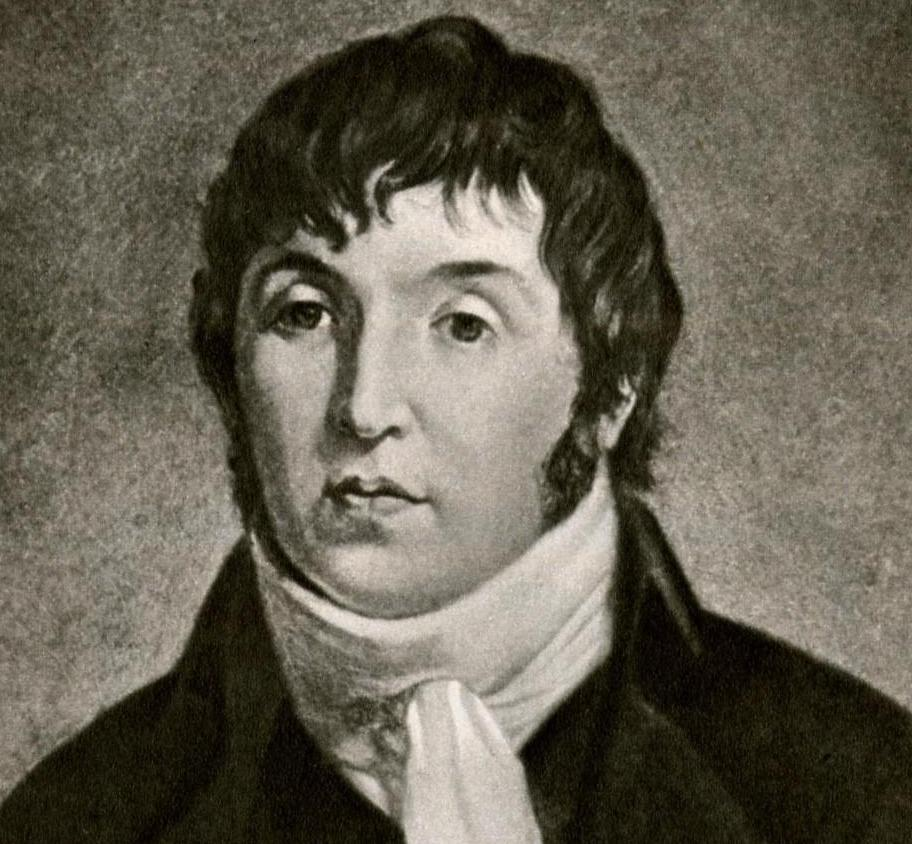
Portrait de Rouget de Lisle.

Elle porte le nom du militaire et compositeur Claude Joseph Rouget de Lisle (1760-1836), auteur de La Marseillaise, en raison de la proximité de la salle du Manège où se tenaient les séances de la Convention nationale sous la révolution.

## Historique
La voie, ouverte sous le nom de « rue des Feuillants » en 1878, sur le site de l'ancien ministère des Finances incendié sous la Commune de Paris de 1871, prend son nom actuel en 1879.

## Bâtiments remarquables et lieux de mémoire

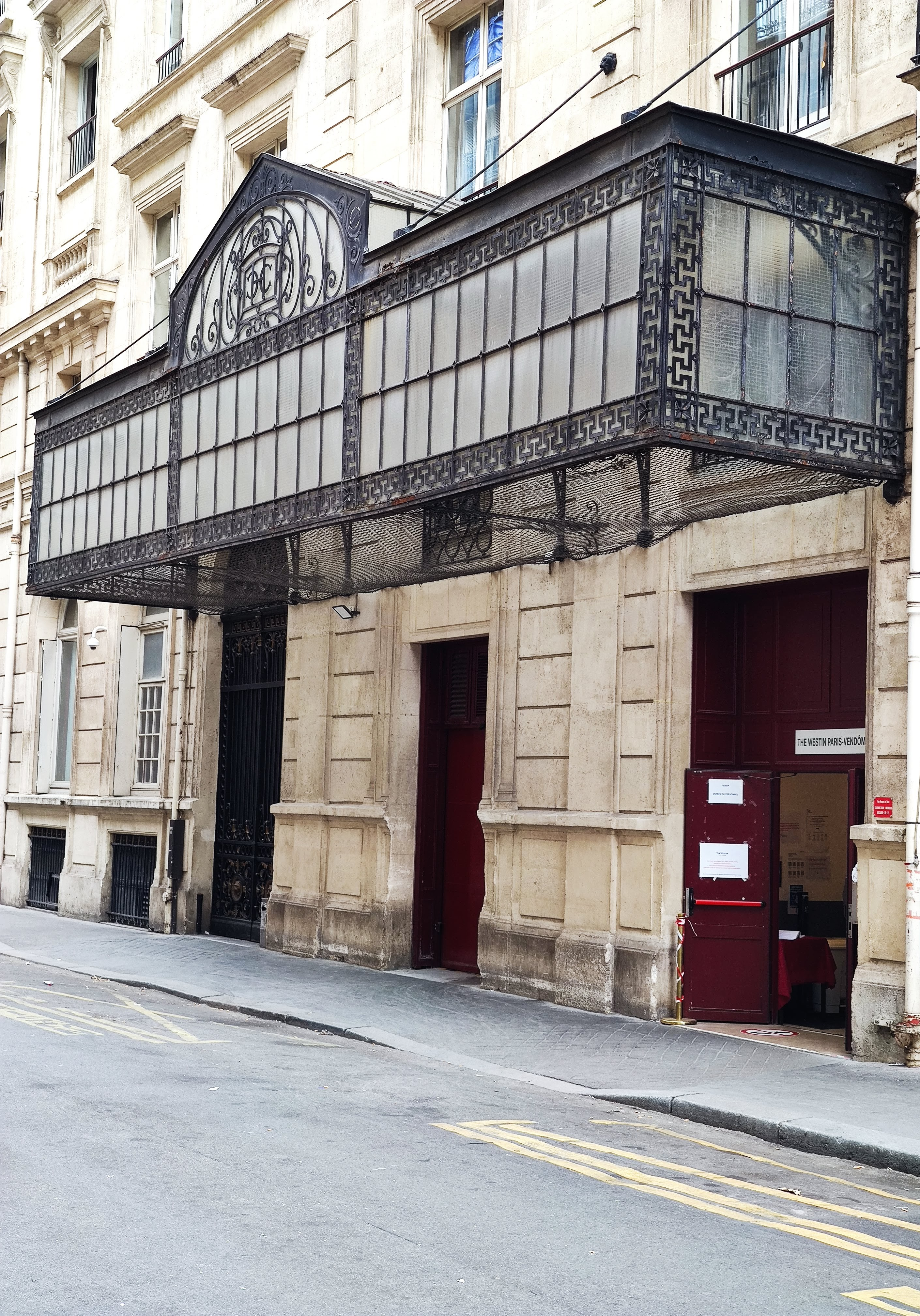
No 2 : entrée du personnel du Westin Paris Vendôme.

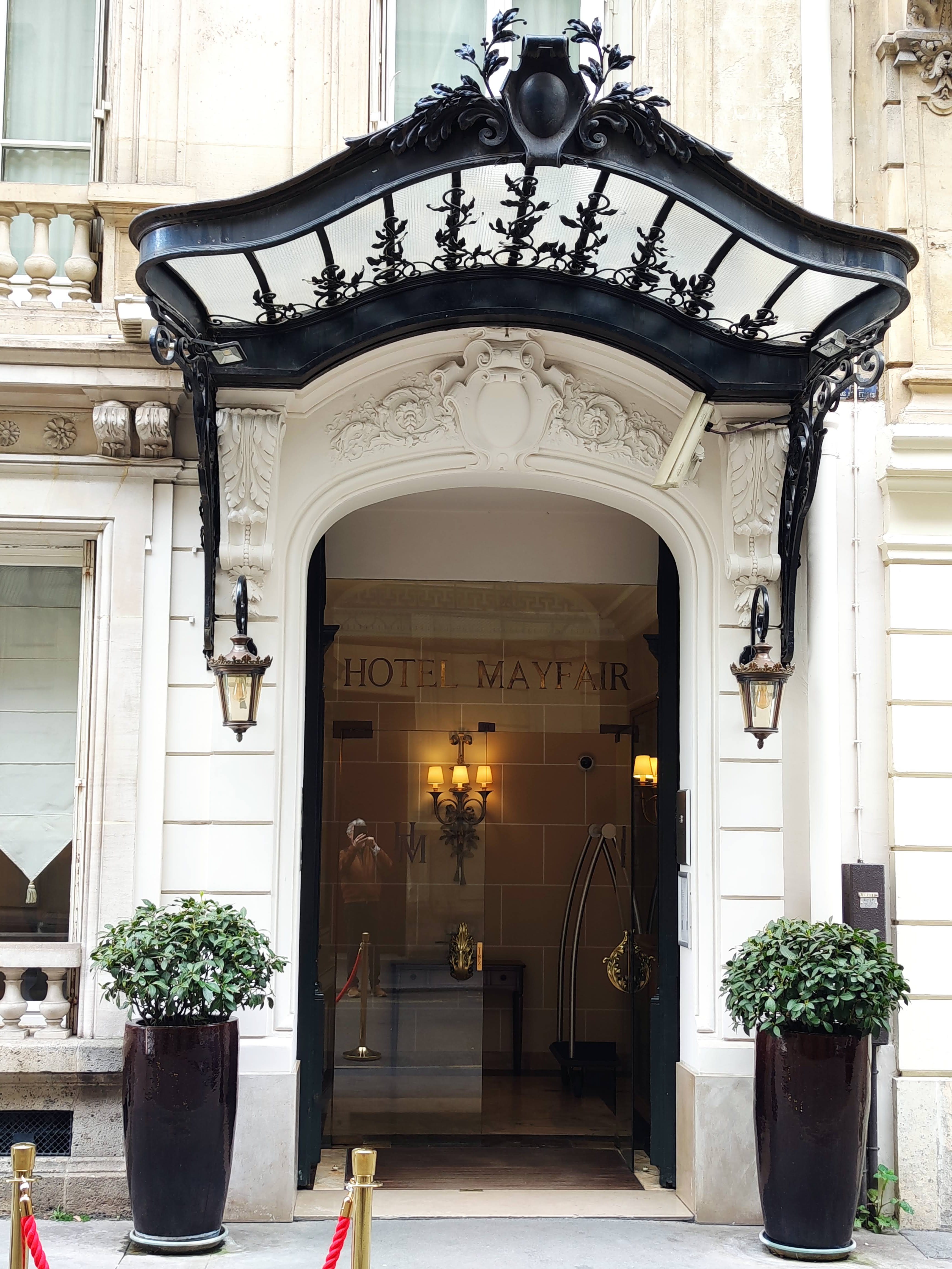
No 3 : entrée de l'hôtel Mayfair.

- No 2 : entrée du personnel de l'hôtel 4 étoiles Westin Paris Vendôme (ex-hôtel Continental).
- No 3 : hôtel Mayfair, 4 étoiles.
- No 5 : en octobre 1940, le résistant Raymond Deiss y fonde le Pantagruel, premier « journal libre » de la France occupée, comme le signale une plaque en façade.

## Pour approfondir